# Wukari
Wukari est une ville de l'État de Taraba au Nigeria.